# Piercia prasinaria
Piercia prasinaria là một loài bướm đêm trong họ Geometridae.